# Рок против комунизма
Рок против комунизма (на английски: Rock Against Communism, RAC) е подстил на рока, съществувал във Великобритания в края на 1970-те и началото на 1980-те години.
Музикалните изпълнения изразяват симпатия към национализма, националсоциализма, антисемитизма и любовта към своята нация.
Сродни стилове музика са: Ой!, Хардкор пънк, и др.

## История
Рок против комунизма е течение, възникнало в Обединеното кралство през 1978 г. от крайнодесни активисти, свързани с Британския национален фронт в отговор на движението рок против расизма. Първият RAC концерт се провежда в Лийдс, Англия през 1978 година, на него взимат участие националсоциалистически пънк банди.

## Групи
По известни групи са: „Bound For Glory“, „Brigade M“, „Estirpe Imperial“, „Endstufe“, „Dirlewanger“, „Kontingent 88“, „Ландзер“, „Macht und Ehre“, „No Remorse“, „Skrewdriver“, „Skullhead“. Български групи са: „Бранник“, „Гордост“, „Срам и позор“. Представител на стила от Хърватия е групата „Strong Survive“.